# Бабій Людмила Василівна
Бабій Людмила Василівна — українська бібліотекарка та культурна діячка, директорка Івано-Франківської обласної універсальної наукової бібліотеки імені І. Франка. Заслужений працівник культури України (2011).

## Біографія
Народилася 26 жовтня 1959 року в селищі Вигода Долинського району Івано-Франківської області. У 1981 році закінчила Рівненський державний інститут культури.
Після закінчення інституту працювала в Івано-Франківській обласній універсальній науковій бібліотеці імені І. Франка. Розпочала роботу на посаді бібліотекаря, згодом старшого бібліотекаря. У 1985—1987 була завідувачкою відділу наукової інформації з питань культури і мистецтва, з 1997 року очолювала новостворений відділ літератури з питань мистецтва. З 1998 року обіймала посаду заступника директора, а у 2008 році призначена директором бібліотеки.
За час роботи в бібліотеці була автором грантового проєкту «Вікно в Америку» Посольства США в Україні для надання читачам актуальної інформації про США та поповнення фондів бібліотеки англомовною літературою, який діє з 2004 року. Організовувала проєкт співпраці ІФОУНБ ім. І. Франка та німецької громадської організації Goеthe-Institut в Україні; грантовий проєкт USAID Україна та IREX на підтримку дітей та молоді ВПО «ВільноХаб» в рамках програми «Мріємо та діємо».
Є членом обласної організації Національної спілки краєзнавців України, лауреатом обласної премії ім. В. Полєка в галузі краєзнавства.

## Нагороди та відзнаки
Людмила Бабій нагороджувалася:
- подякою Міністерства культури і мистецтв України (2001) (зараз — Міністерство культури та стратегічних комунікацій України);
- грамотами голови облдержадміністрації та голови обласної ради (2003, 2007);
- медаллю «За заслуги перед Прикарпаттям» ІІІ ступеня (2009);
- медаллю «За співпрацю з внутрішніми військами МВС України» (2009);
- пам'ятною відзнакою МВС України — медаллю «15 років внутрішнім військам МВС України» (2009);
- почесною грамотою обласної державної адміністрації (2010);
- почесним званням «Заслужений працівник культури України» (2011).
- грамотами військової частини 1241 (2015, 2017);
- грамотою НСПУ (2017);
- грамотою виконкому Івано-Франківської міської ради (2020);
- почесною Грамотою НСПУ (2021);
- подякою голови Івано-Франківської обласної ради (2022);
- дипломом та нагрудним знаком «Галицький кмітливець» переможця обласного огляду-конкурсу у номінації «Кращий організатор науково-технічної творчості Прикарпаття» (2023).

Премії:
- лауреат обласної премії ім. Г. Терсенова (2009);
- лауреат обласної премії ім. В. Полєка в галузі краєзнавства (2018).